# Dykasteria Spraw Kanonizacyjnych
Dykasteria Spraw Kanonizacyjnych zwana również Dykasterią Do Spraw Świętych (łac. Dicasterium de Causis Sanctorum) – wchodzi w skład Kurii
Rzymskiej jako aparat administracyjny, działającej przy
Stolicy Apostolskiej. Do spraw dykasterii należy piecza nad procesami kanonizacyjnymi i beatyfikacyjnymi. Rozpatruje wnioski o beatyfikację i kanonizację, a następnie bada przebieg życia i pisma kandydatów, weryfikuje i zabezpiecza relikwie. Do jej obowiązków należy również dokładne sprawdzenie i zbadanie cudów, jakie stać się miały za przyczyną osób, które miały zostać kanonizowane. 
Dykasteria składa się z trzech sekcji, określonych konstytucją:
- prawnej
- ogólnej pomocy wiary
- historycznej.

## Obecny zarząd Dykasterii
- Prefekt: kard. Marcello Semeraro (od 15 X 2020)
- Sekretarz: abp Fabio Fabene (od 18 I 2021)
- Podsekretarz: ks. Bogusław Turek CSMA (od 29 XII 2010)
- Promotor wiary: ks. Alberto Royo Mejía (od 7 I 2023)
- Relator Generalny: ks. Angelo Romano (od 13 I 2024)
- Relator: ks. Paul Pallath (od 16 IX 2013)
- Relator: ks. Maurizio Tagliaferri (od 12 IV 2014)
- Relator: o. Szczepan Praśkiewicz OCD (od 1 II 2020)
- Relator: ks. Melchor Sánchez de Toca Alameda (od 14 VI 2023)

## Historia
Dykasteria została utworzona 22 stycznia 1588, kiedy to papież Sykstus V na mocy bulli Immensa aeterni Dei+ powołał Kongregację ds. Obrzędów, która zajmowała się m.in. sprawami świętych i procesami kanonizacyjnymi. Dopiero papież Paweł VI w roku 1969 w konstytucji apostolskiej Sacra Rituum Congregatio rozdzielił Kongregację ds. Obrzędów na dwie odrębne: Kongregację ds. Kultu Bożego i Dyscypliny Sakramentów (łac. Congregatio de Cultu Divino et Disciplina Sacramentorum) oraz Kongregację Spraw Kanonizacyjnych.
5 czerwca 2022 papież Franciszek na mocy konstytucji apostolskiej Praedicate evangelium, przekształcił jej nazwę na „Dykasteria Spraw Kanonizacyjnych”.

## Obecny proces kanonizacyjny
Droga procesu prowadzącego do uznania danej osoby za świętą lub błogosławioną określona jest zasadami podanymi w konstytucji aspostolskiej Divinus perfectionis Magister. Zawarte tam nowe ustawodawstwo dotyczące tych procesów opisuje dwa etapy: 
- postępowanie diecezjalne
- postępowanie Dykasterii Spraw Kanonizacyjnych.

Przed etapem diecezjalnym dojść musi do inicjacji i zapoczątkowania procesu przez jakąś osobę (biskupa, księdza lub nawet samych wiernych). Wyznacza się postulatora, do którego zadań należy dokładne zbadanie warunków potrzebnych do rozpoczęcia procesu. Życie kandydata, jak i okoliczności śmierci, nie mogą budzić żadnych zastrzeżeń. Konieczne jest również potwierdzenie dokonanego przynajmniej jednego cudu oraz udowodnienie, iż kandydat odbiera kult prywatny.
Gotowy wniosek wraz z potwierdzeniem wymienionych warunków trafia do biskupa, a po rozpatrzeniu go – do Dykasterii.

## Dotychczasowy zarząd Dykasterii

### Prefekci Kongregacji Spraw Kanonizacyjnych (1969–2022)
- 1969–1973: kard. Paolo Bertoli
- 1973–1975: kard. Luigi Raimondi
- 1976–1980: kard. Corrado Bafile
- 1980–1988: kard. Pietro Palazzini
- 1988–1995: kard. Angelo Felici
- 1998: kard. Alberto Bovone
  - pro-prefekt (1995–1998)
- 1998–2008: kard. José Saraiva Martins CMF
- 2008–2018: kard. Angelo Amato SDB
- 2018–2020: kard. Giovanni Angelo Becciu
- od 2020: kard. Marcello Semeraro

### Prefekci Dykasterii Spraw Kanonizacyjnych (od 2022)
- od 5 VI 2022: kard. Marcello Semeraro

### Sekretarze
- 1969–1973: kard. Ferdinando Giuseppe Antonelli OFM
- 1973–1981: kard. Giuseppe Casoria
- 1981–1990: abp Traian Crișan
- 1990–2007: abp Edward Nowak
- 2007–2010: abp Michele Di Ruberto
- 2010–2021: abp Marcello Bartolucci
- od 2021: abp Fabio Fabene

### Podsekretarze
- 1969–1979: ks. Amato Pietro Frutaz
- 1979–1981: abp Traian Crișan
- 1981–1992: ks. Fabijan Veraja
- 1992–2007: abp Michele Di Ruberto
- 2007–2010: abp Marcello Bartolucci
- od 2010: ks. Bogusław Turek CSMA